# ニッセイ・リース
ニッセイ・リース株式会社（にっせいりーす、英文社名：Nissay Leasing Company, Limited）は、東京都千代田区に本社を置く、企業向け機械・機器のリースが主力の、日本のリース会社。日本生命保険（NISSAY）グループの一つであり、同グループの「投融資関連事業」として位置づけられている。

## 概要
1984年、日本生命保険グループとオリックスの出資により設立。2004年に第三者割当て増資を実施した際、日本生命の出資比率が10.0％から50.4％へ増資され、同社の子会社となった。毎年上期・下期に分け、ニッセイ基礎研究所協力の下、日本生命保険と共に「ニッセイ景況アンケート」を実施している。

## 沿革
- 1984年3月 - 日本生命保険グループとオリックスが出資し設立
- 1986年7月 - ファクタリング・金銭貸付業務を開始
- 2004年8月 - 第三者割当増資で日本生命出資比率を10.0％から50.4％へと増資を実施し、日本生命保険の子会社となる（資本金1億円から30億9,936万円へ増資）
- 2004年11月 - 日本生命の出資比率を50.4％から51.21％へ引き上げ、日本生命保険の議決権割合2.45%[2]。
- 2017年11月 - 日本生命の出資比率を51.21％から52％へ引き上げ。
- 2019年3月 - 日本生命の出資比率を52％から70％へ引き上げ。

## 信用格付
- 日本格付研究所（JCR）短期格付（コマーシャルペーパー）　J-1格付[3]

## 参考
1. 1 2 3 4 5  ニッセイ・リース株式会社 第42期決算公告
2. ↑  日本生命保険平成25年度決算「日本生命の現状2014」 子会社等の状況
3. ↑  株式会社日本格付研究所(JCR)ニュースリリース 2014年1月14日